# Ice-Pick Lodge
Ice-Pick Lodge — российская студия-разработчик компьютерных игр, выделяющаяся подходом к созданию инновационных видеоигр, преподнося их как новый вид современного искусства. Работы студии в 2005 и 2007 годах получили награды «Самый нестандартный проект» на Конференции разработчиков игр.
Считается сообществом игроков и критиков одной из самых оригинальных компаний в российской игровой индустрии.
Бывший руководитель студии Николай Дыбовский называл её «художественным объединением», а её членов — «поэтами и художниками от игростроения», подчёркивая её некоммерческие интересы в создании игр.

## Идеология
Самих себя разработчики называют «ледорубами». Название происходит от образа скрытых под ледяной бронёй истинных ценностей, которые обнаружить трудно.
Необычность создаваемых игр поражает журналистов, однако «ледорубы» не считают, что источником идей является безумие. Неординарность, по их мнению, происходит из другого взгляда на вещи. В команде она также проявляется в выборе музыки (построк, дарк-кабаре) или арт-хаусного кино.
Руководство творческим процессом в команде осуществляется согласно теории концептуального стержня — конфликтной, дисгармоничной архитектуры, в которой заложены возможные пути её разрешения. Такая архитектура достаточно жестка, чтобы избежать разброда в трактовках, но, в то же время, оставляет много простора для частных интерпретаций. После формирования этого стержня специалисты предлагают свои варианты реализации разных сторон (визуальные, звуковые, программные и т. д.) произведения, создают свою концепцию, которая оценивается руководителем с точки зрения адекватности замыслу игры. После этого специалист начинает работать над своей концепцией. Работа происходит в постоянном общении.

## История
Студия была основана в 2002 году Николаем Дыбовским как разработчик компьютерных игр. Изначально Дыбовский обращался к издателю («Бука») с дизайн-документом, после отказа переработанным в манифест под названием «Глубокая игра», где были сформулированы тезисы новой команды, отношение к игре-искусству. Затем был взят заём в несколько тысяч долларов и три месяца продолжались поиски программистов и художников (было разослано несколько сотен писем, велись переговоры с несколькими десятками человек). После встречи с Айратом Закировым Дыбовский прекратил поиски; почти всех членов команды собрал Айрат. На заём были сделаны 3D-движок, техническое демо и правильный дизайн-документ. После этого издатель принял предложение команды.
Первым проектом стала вышедшая в 2005 году игра «Мор (Утопия)», завоевавшая множество наград в России и за её пределами. Игра была переведена на английский, немецкий, польский, итальянский, болгарский, чешский языки.
Студия участвовала в выставке «Game Art», проходившей в Московском музее современного искусства с 2 июля по 3 августа 2008 года.
В новом проекте команда намерена уделять больше внимания нетекстовым средствам связи с игроком (музыке, визуальному ряду).
23 апреля 2019 года была выпущена демоверсия ремейка «Мора».
6 июля 2020 года студия анонсировала три авторские игры и сценарий Бакалавра: «Помни…» — проект от техдиректора Айрата Закирова, игра рассказывает о главном герое Мише, к которому после долгой разлуки возвращаются друзья детства. «Франц» — проект Николая Дыбовского, вдохновлённый мысленным экспериментом «Китайская комната». «Метасказка» (ранее «Нейросказка») — проект Nemo Soda, игра рассказывает историю об эволюции Вселенной, разросшейся под сводом черепа засыпающего Бога, где мозг — подобие солнечной системы, а планеты — её нейроны.
10 июля 2023 Николай Дыбовский поделился в интервью Skillbox, что разработка игры «Франц» уже несколько месяцев закончена, а правки в неё вносятся.
19 октября 2023 года вышла игра Франц.
В октябре 2024 года состоялся анонс продолжения «Мора» (Pathologic 3 за пределами СНГ), которое выйдет в 2025 году на Windows, PlayStation 5 и Xbox Series X/S.
14 марта 2025 года Николай Дыбовский объявил о своём уходе с поста креативного директора Ice-Pick Lodge, объяснив это решение желанием сосредоточиться на личных проектах. Студия провела реорганизацию, распределив обязанности Дыбовского. Руководство разработкой Pathologic 3 продолжили Петр Потапов и Айрат Закиров.

## Компьютерная игра как искусство
Николай Дыбовский считает, что компьютерная игра может стать искусством. При этом для него «искусство — это некая коммуникация, позволяющая адресату пережить направленный эмоциональный опыт. Это форма, создающая возможность активной духовной деятельности со стороны человека воспринимающего, возможность катарсиса. А для создателя […] это возможность передать адресату комплексное чувство (либо мысль), его глубину и напряжение (то есть, собственно, близость его к истине, к Абсолюту) так же полно и ясно, как переживает его сам создатель».
По его мнению, игру можно признать произведением искусства, если она отвечает следующим требованиям:
1. В её основе лежит глубокое содержание — переживание опыта, глубина которого определяется тем, насколько удачно этот опыт позволяет осмыслить мир и место человека в нём, насколько метко он формулирует вопросы, которыми мучается большинство людей в той или иной исторической ситуации, насколько он отвечает духовной работе адресата (игрока).
2. Это содержание выражено посредством особых художественных средств, которые передают самую суть идеи, её концентрат, минуя стадию объяснения и анализа.

Язык для описания компьютерных игр как искусства находится в процессе становления, есть лишь зачатки будущей терминологии. Осмыслить игру на языке филологии невозможно. Язык игры, её набор выразительных средств должен происходить из особенности игры как специфического вида деятельности — возможности игроку формировать игру своими выборами.
Разработчик должен создать условия, в которых игрок может реализовать творческую задачу, осознанными действиями привести созданную в игре дисгармонию к гармонии, исполнить её предназначение. Задача разработчика же, в свою очередь, — сконструировать дисгармонию так, чтобы она была предрасположена к решению тем или иным способом.
Глубокие игры могут нравиться многим и не обязаны быть искусством для избранных. При этом они совсем не обязательно должны быть «авторскими играми» (по аналогии с авторским кино), хотя всегда имеют автора.

Критики отмечали радикальные принципы Ice-Pick Lodge: 
во-первых, в игры Ice-Pick Lodge играть физически трудно («Мор», «Тургор» — это самая настоящая работа, причем очень изнурительная); во-вторых, опыт, который получает от прохождения игрок, зачастую непривычен настолько, что то самое пресловутое наслаждение из игрового процесса вытянуть не так-то просто (загадочный «Тук-тук-тук»). Игрок не развлекается, а участвует в мистерии, и его задача — через игру понять себя и, возможно, окружающий мир. А это понимание не всегда приятно. 
Этот показательно радикальный подход — когда ты что-то требуешь от игрока, вместо того чтобы катать его по аттракционам, — довольно смелый для индустрии, в которой финансовая составляющая решает практически всё.

## Список игр
| Название            | Английская локализация       | Год  | Платформа(ы)                                                                                                   | Прим.         |
| ------------------- | ---------------------------- | ---- | --- | ------------- |
| Мор (Утопия)        | Pathologic                   | 2005 | Windows | [ 15 ]        |
| Тургор              | Tension                      | 2008 | Windows | [ 16 ]        |
| Тургор: Голос Цвета | The Void                     | 2009 | Windows | [ 17 ]        |
| Эврика!             | Cargo! The Quest for Gravity | 2011 | Windows | [ 18 ]        |
| Тук-тук-тук         | Knock-knock                  | 2013 | Windows, Linux, MacOS, iOS, Android, Windows Phone, PlayStation Vita, PlayStation 4, Nintendo Switch, Xbox One | [ 19 ]        |
| Мор                 | Pathologic 2                 | 2019 | Windows, PlayStation 4, Xbox One                                                                               | [ 20 ] [ 21 ] |
| Помни…              | Know By Heart                | 2022 | Windows, PlayStation 4,Xbox Series X/S, Xbox One                                                               | [ 22 ]        |
| Франц               | Franz                        | 2023 | Android, iOS                                                                                                   |               |